# Adam-François de Schwarzenberg
Pour les autres membres de la famille, voir Maison de Schwarzenberg.
Adam-François, prince de Schwarzenberg (en allemand : Adam Franz Fürst zu Schwarzenberg) est né le 25 septembre 1680 à Linz, en Autriche, et est décédé le 11 juin 1732 à Brandeis an der Elbe. C'est un grand-officier de la cour d'Autriche.

## Famille
Ses parents étaient le prince Ferdinand Guillaume Eusebius de Schwarzenberg, deuxième prince de Schwarzenberg (23 mai 1652 - 22 octobre 1703) et la comtesse Maria Anna de Sulz (24 octobre 1653 - 18 juillet 1698).
Le 6 décembre 1701, il épouse la princesse Éléonore-Amélie de Lobkowicz, qui lui donne deux enfants :
- Marie-Anne de Schwarzenberg (1706-1755), qui épousa le margrave Louis-Georges de Bade-Bade ;
- Joseph Ier de Schwarzenberg  (1722-1782) qui épousa en 1741 Marie-Thérèse de Liechtenstein.

## Biographie
Entre 1711 et 1722, le prince de Schwarzenberg occupa le poste de grand maréchal du palais. Puis, de 1722 à sa mort en 1732, il est grand écuyer. Le 28 septembre 1723, il est élevé au rang de duc de Krumau.
Au cours d'une chasse au cerf sur les terres impériales, l'empereur Charles VI le tue accidentellement. En effet, au moment où le souverain met en joue un animal, le prince passe dans la ligne de tir impériale.
Le prince de Schwarzenberg est enterré dans l'église des Augustins à Vienne.

## Titres et décorations
- Chevalier de la Toison d'Or.
- Prince de Schwarzenberg.
- Duc de Krumau.